# Julian Saganowski
Julian Józef Saganowski (ur. 17 stycznia 1892, zm. 10 grudnia 1928 w Poznaniu) – major piechoty Wojska Polskiego.

## Życiorys
W czasie I wojny światowej walczył na froncie rosyjskim i włoskim. 1 grudnia 1917 roku został mianowany podporucznikiem rezerwy piechoty. Jego oddziałem macierzystym był 34 pułk strzelców Obrony Krajowej. 
W 1918 roku został przyjęty do Wojska Polskiego i przydzielony do 2 pułku piechoty Ziemi Rzeszowskiej, który później został przemianowany na 18 pułk piechoty. W grudniu 1918 roku wziął udział w odsieczy Lwowa. Następnie walczył na wojnie z bolszewikami dowodząc kompanią, a następnie batalionem.
19 sierpnia 1920 roku został zatwierdzony z dniem 1 kwietnia 1920 roku w stopniu kapitana, w piechocie, w grupie oficerów byłej armii austriacko-węgierskiej. Pełnił wówczas służbę w 18 pułku piechoty. 1 czerwca 1921 roku nadal pełnił służbę w 18 pułku piechoty. 3 maja 1922 roku został zweryfikowany w stopniu kapitana ze starszeństwem z dniem 1 czerwca 1919 roku i 507. lokatą w korpusie oficerów piechoty, a jego oddziałem macierzystym był wciąż 18 pułk piechoty. W następnych latach pełnił służbę w 81 pułku Strzelców Grodzieńskich w Grodnie. 3 maja 1926 roku został mianowany majorem ze starszeństwem z dniem 1 lipca 1925 roku i 51. lokatą w korpusie oficerów piechoty. 23 maja 1927 roku został przeniesiony do 60 pułku piechoty w Ostrowie Wielkopolskim na stanowisko kwatermistrza. Zmarł 10 grudnia 1928 roku w 7 Szpitalu Okręgowym Poznaniu. 14 grudnia 1928 roku został pochowany na cmentarzu parafialnym w Ostrowie Wielkopolskim. 
Major Saganowski był miłośnikiem i propagatorem wioślarstwa. W 1923 roku zorganizował wielki rajd wioślarski Niemen-Gdańsk.

## Ordery i odznaczenia
- Krzyż Srebrny Orderu Wojskowego Virtuti Militari[12]
- Signum Laudis[1]